# Drużynowe Mistrzostwa Polski na Żużlu 1973
Drużynowe Mistrzostwa Polski na Żużlu 1973 – 26. edycja drużynowych mistrzostw Polski, organizowanych przez Polski Związek Motorowy (PZM). W sezonie 1973 do rozgrywek pierwszej ligi przystąpiło osiem zespołów, także w drugiej lidze walczyło osiem drużyn.
Zwycięzca najwyższej klasy rozgrywkowej (I Ligi) zostaje Drużynowym Mistrzem Polski na Żużlu w sezonie 1973. Obrońcą tytułu z poprzedniego sezonu jest ROW Rybnik. W tym roku triumfowała Stal Gorzów.

## Pierwsza Liga
| Poz. | Klub                  | Pkt. | Z  | R | P | +/−  |
| ---- | --------------------- | ---- | -- | - | - | ---- |
| 1    | Stal Gorzów           | 24   | 12 | 0 | 2 | +138 |
| 2    | Śląsk Świętochłowice  | 16   | 8  | 0 | 6 | +145 |
| 3    | Falubaz Zielona Góra  | 16   | 8  | 0 | 6 | –86  |
| 4    | ROW Rybnik            | 15   | 7  | 1 | 6 | +110 |
| 5    | Unia Leszno           | 13   | 6  | 1 | 7 | –37  |
| 6    | Włókniarz Częstochowa | 11   | 5  | 1 | 8 | –48  |
| 7    | Polonia Bydgoszcz     | 9    | 4  | 1 | 9 | –63  |
| 8    | Kolejarz Opole        | 8    | 3  | 2 | 9 | –159 |

## Druga Liga
| Poz. | Klub            | Pkt. | Z  | R | P  | +/−  |
| ---- | --------------- | ---- | -- | - | -- | ---- |
| 1    | Sparta Wrocław  | 25   | 12 | 1 | 1  | +289 |
| 2    | Stal Toruń      | 20   | 10 | 0 | 4  | +172 |
| 3    | Wybrzeże Gdańsk | 17   | 8  | 1 | 5  | +114 |
| 4    | Unia Tarnów     | 14   | 7  | 0 | 7  | +37  |
| 5    | Stal Rzeszów    | 12   | 6  | 0 | 8  | –57  |
| 6    | Motor Lublin    | 12   | 6  | 0 | 8  | –142 |
| 7    | Gwardia Łódź    | 8    | 4  | 0 | 10 | –159 |
| 8    | Start Gniezno   | 4    | 2  | 0 | 12 | –254 |

## Baraże
| Polonia Bydgoszcz 7. miejsce w I Lidze | 73:50 | Stal Toruń 2. miejsce w II Lidze |
| -------------------------------------- | ----- | -------------------------------- |
| Toruń                                  | 44:34 | Bydgoszcz                        |
| Bydgoszcz                              | 39:6  | Toruń                            |